# Petroleuciscus persidis
Petroleuciscus persidis är en fiskart som först beskrevs av Coad, 1981.  Petroleuciscus persidis ingår i släktet Petroleuciscus och familjen karpfiskar. Inga underarter finns listade i Catalogue of Life.